# Corymbia citriodora

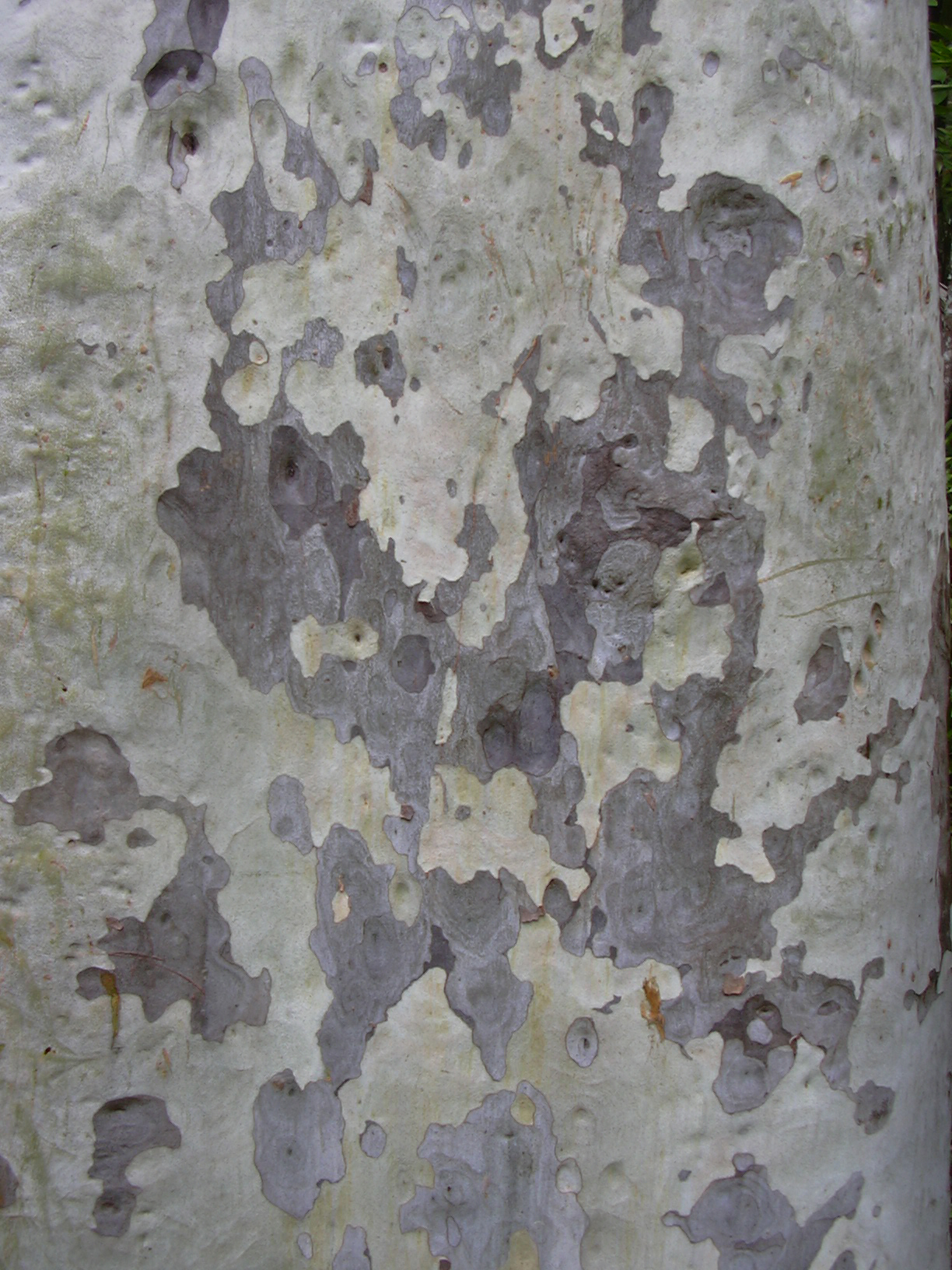
Tronc

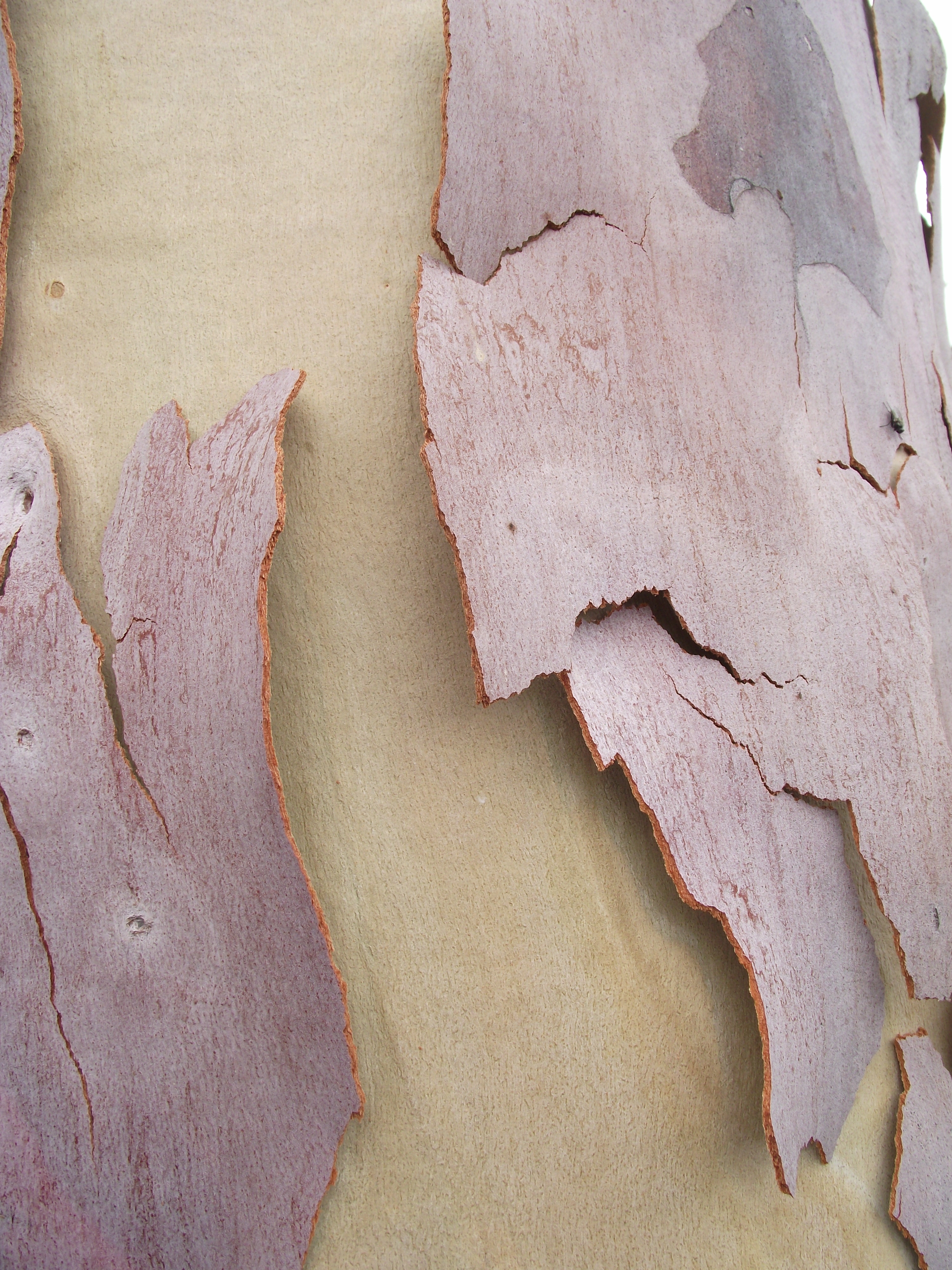
Escorça

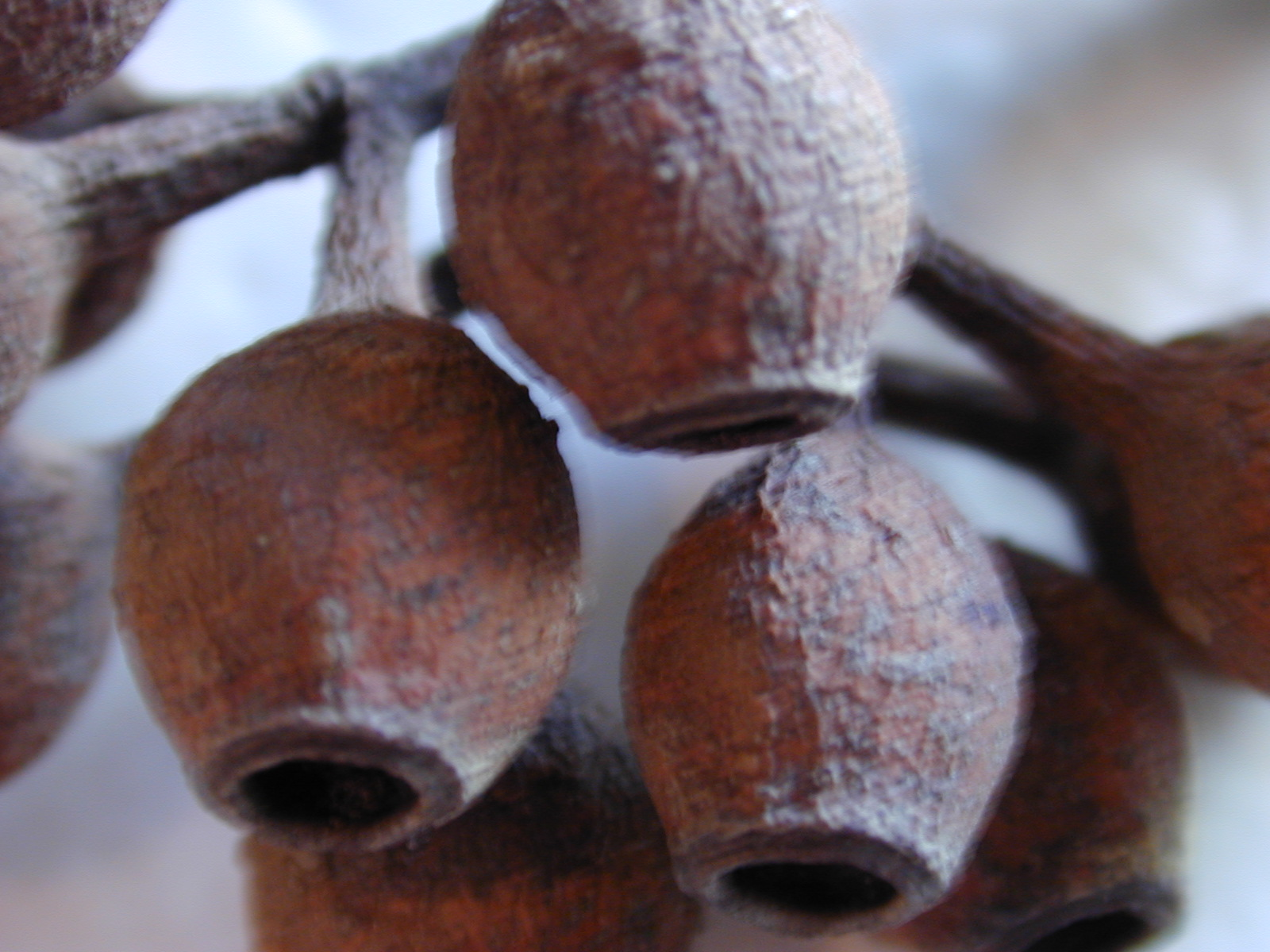
Fruits

Corymbia citriodora (en anglès:Lemon-scented Gum) és un arbre que fa fins a 35 metres d'alt o més. És una planta nativa del nord-est d'Austràlia.
Corymbia citriodora té l'escorça llisa i les fulles estretes que fan olor de llimona.
Corymbia citriodora té un lignotúber.
Corymbia citriodora és un arbre forestal important i a més de la seva fusta serveix per a la producció de mel. El seu epítet específic prové del llatí citriodorus, que significa que fa olor de llimona.
L'oli essencial de Corymbia citriodora principalment conta de citronel·lal (80%), es produeix principalment al Brasil i la Xina. Mentre que l'oli essencial sense refinar es fa servir en perfumeria, una forma refinada s'usa com repel·lent dels insectes.